# Sister Outsider (actiegroep)
Sister Outsider was een Amsterdamse actiegroep die opgericht werd in 1984 en die zich inzette voor zwarte vrouwen die van vrouwen houden. De eerste leden waren Tania Léon (overleden in 1996), Gloria Wekker, José Maas en Tieneke Sumter. Later volgde Joice Spies Maas op. Sister Outsider stelde zich ten doel zwarte vrouwencultuur in het algemeen en zwarte lesbische cultuur en literatuur in het bijzonder zichtbaar te maken en uit te dragen. Tieneke Sumter was ook actief in SUHO en  Stichting Flamboyant. De groep kwam ten einde in 1986 omdat sommige leden vertrokken naar het buitenland en anderen het te druk kregen met andere werkzaamheden.    

## Ontstaan van de groep
De groep is in 1984 ontstaan en genoemd naar het boek Sister Outsider van de zwarte lesbische dichteres Audre Lorde. In dat jaar hoorden zij dat Lorde in Duitsland gastcolleges gaf en regelden een bezoek van haar in de zomer van 1984 aan Nederland.

## Activiteiten
Er werden literaire salons en multiculturele feesten georganiseerd. Vrouwen met verschillende etnische achtergronden namen hieraan deel: Surinaamse, Antilliaanse, Indische, Molukse. Doel was zwarte vrouwencultuur in het algemeen en zwarte lesbische cultuur in het bijzonder zichtbaar te maken. Ook zochten zij naar gangbare termen voor vrouwenliefde in de eigen cultuur. In het Indonesisch bijvoorbeeld bleek er geen woord voor te bestaan, wat het Surinaams betreft, discussieerden zij over de verschillende connotaties van woorden als 'mati' , 'kompe' en 'lesbisch'. In juni 86 kwam Lorde voor de tweede keer naar Nederland voor een bezoek aan Sister Outsider.

## Einde van de groep
Het laatste bericht van Sister Outsider verscheen op 3 januari 1987. Sumter vertrok naar Suriname en Wekker ging haar promotieonderzoek in Amerika doen. In het bericht stond:
Wat wij met Sister Outsider wilden was iets van onze eigen zwarte lesbische kultuur laten zien. Nu wij daar enigszins een begin mee gemaakt hebben, vinden we het moment gekomen dat wij er een punt achter zetten, in de hoop dat anderen de kar verder zullen gaan trekken.
Er ontstonden toen in verschillende steden groepen waarin zwarte, migranten- en vluchtelingenvrouwen (zmv-vrouwen) (en zmv-mannen) probeerden vorm te geven aan hun lesbische/homoseksuele gevoelens, zoals 'Brown Blossom' (Nijmegen), 'Culture Shock' (Rotterdam), 'Gay Cocktail' (Rotterdam) en 'Strange Fruit' (Amsterdam). Black Orchid fungeerde als landelijk netwerk van zmv-vrouwen die van vrouwen houden. Stichting Yoesuf werd opgericht om onder meer te onderzoeken hoe de leer van de Islam zich verhoudt tot resultaten van veldonderzoek op het gebied van homoseksualiteit en vanuit 'Stichting Independent Platform of Turkish Homosexuals' (IPOTH) werd het Centrum Etniciteit en Homoseksualiteit in Amsterdam opgericht.